# Front national britannique
Pour les articles homonymes, voir Front national, BNF et NF.
Le Front national britannique (en anglais : British National Front, abrégé en BNF), également appelé Front national (en anglais : National Front ou NF), est un parti politique ultranationaliste et d'extrême droite du Royaume-Uni, fondé en 1967. Profitant de la grave crise sociale et économique des années 1970-1980 au Royaume-Uni, il connaît alors un certain succès. Parti xénophobe et suprématiste blanc, antisémite et islamophobe, il s'oppose parfois avec violence au multiethnisme et au multiculturalisme.
Idéologiquement positionné à la droite radicale et à l'extrême droite du spectre politique britannique, le NF est qualifié de fasciste ou néo-fasciste par les politologues. Différentes factions ont dominé le parti à différents moments de son histoire, chacune ayant sa spécificité idéologique : nationaux-socialistes, strasseristes ou populistes radicaux. Le parti adhère à une vision nationaliste étroite basée sur l'ethnie et la couleur de peau, qui voudrait que seuls des Blancs soient citoyens du Royaume-Uni. Il appelle à la fin de la migration des non-Blancs au Royaume-Uni et, comme les autres partis nationalistes blancs, promeut le racialisme et est considéré comme un diffuseur de la théorie du complot du génocide blanc, appelant au séparatisme racial mondial et condamnant les relations interraciales et le métissage.
Il adhère également à diverses théories du complot antisémite, relayant et diffusant le négationnisme de l'Holocauste et affirmant que les Juifs dominent le monde, à la fois par le communisme bolchevique (complot « judéo-bolchevique ») et le capitalisme financier (« ploutocratie mondialisée »). Il promeut le protectionnisme économique, l'euroscepticisme et une vison autoritaire, en rupture avec la démocratie libérale, s'opposant par ailleurs avec virulence au féminisme, aux droits LGBT et plus généralement aux Droits humains, notion coupable de la permissivité, de la décadence et enfin du déclin du monde Occidental.
Après le BNP (British National Party), le NF est le groupe d'extrême droite qui a eu le plus de succès au Royaume-Uni depuis la Seconde Guerre mondiale. Au cours de son histoire, il a tenté de mettre en place des groupes dérivés tels qu'une association de syndicalistes, un groupe de jeunes (YNF avec sa revue Bulldog) et l'organisation musicale Rock Against Communism, à partir et à destination de divers groupes boneheads (skinheads néonazis et néofascistes).
Seuls les Blancs sont autorisés à adhérer au Front national. À son apogée, son soutien provenait majoritairement des communautés ouvrières et des classes moyennes inférieures britanniques du Nord de l'Angleterre et de l'est de Londres. Face à sa violence idéologique et souvent physique, le NF a suscité une forte opposition de la part de groupes de gauche et antifascistes, mais aussi de l'État — la loi interdisant par exemple aux membres du NF d'exercer diverses professions.

## Idéologie
Parti d'extrême droite, le NF a des points communs mais aussi des différences avec les groupes d'extrême droite antérieurs. Les politologues et les historiens le qualifient de fasciste. Le psychologue politique Michael Billig a noté que la FN affichait de nombreuses caractéristiques récurrentes du fascisme : l'accent mis sur le nationalisme et le racisme, une position anti-marxiste, l'étatisme et le soutien au capitalisme malgré le discours tercériste, ainsi qu'une vision hostile à la démocratie et aux libertés individuelles. L’historien Martin Durham affirme ainsi que le NF — à l’instar du Front national français et des républicains allemands — représentait « les descendants directs du fascisme classique ». Le NF récuse quant à lui le terme fasciste. Niant les activités fascistes antérieures de ses dirigeants, il affirme qu'il ne peut être fasciste car participe aux élections. Argument peu convaincant que le politologue Stan Taylor qualifie par ailleurs d'obsolète, de nombreux partis fascistes — dont la British Union of Fascists, le Parti national-socialiste des travailleurs allemands ou le Parti national fasciste italien — s'étant également présentés aux élections. Comme pour d'autres groupes extrémistes, le jeu consiste à présenter une image publique dans sa version édulcorée, plus modérée que l'idéologie du noyau dur de ses membres. Comme l'a noté Billig : « le noyau idéologique et les tendances extrémistes du NF sont cachés » afin de ne pas effrayer les recrues potentielles, sensibles aux positions nationalistes et anti-immigration, mais pas nécessairement à des théories conspirationnistes et antisémites. Tout en notant que les opinions du NF sur la couleur de peau s'écartaient considérablement « de ce qui est normal ou acceptable pour le citoyen moyen » au Royaume-Uni, le politologue Nigel Fielding a observé que certaines de ses autres opinions étaient fondées sur ce qui est considéré comme « une opinion populaire de bon sens selon la droite politique ». Dans les années 1970, des dirigeants politiques du NF étaient proches de positions communes avec la droite du parti conservateur, mais son chef Tyndall a alors éloigné le NF du conservatisme, déclarant dans Spearhead que son parti ne représentait pas « un conservatisme super réactionnaire, plus conservateur que les conservateurs », mais une force révolutionnaire visant à la transformation radicale de la Grande-Bretagne.

### Factions internes
Au cours de son histoire, le NF a accueilli diverses factions d'extrême droite charriant des positions idéologiques distinctes. Des débuts du parti jusqu'à la scission en 1980 de Tyndall et Webster, son idéologie et sa propagande étaient dominées par la faction de l'ex-GBM. Selon Wilkinson, la direction de cette faction était « profondément imprégnée des idées nazies [et conservait] des liens intimes avec de petites cellules néo-nazies en Grande-Bretagne et à l'étranger ».
À la fin des années 1970, la faction « populiste » s'est développée et a contesté la domination de l'ancienne faction GBM ; selon Thurlow, ses membres étaient des « populistes racistes pseudo-conservateurs », représentant « l'élément non-fasciste et apparemment plus démocratique » du parti. Après que Tyndall et Webster aient été évincés et remplacés à la direction du NF par Brons et Anderson, une nouvelle faction a pris le contrôle du parti, dont les membres se considéraient comme strasseristes, s'inspirant des militants de l'aile gauche du parti nazi allemand Otto Strasser et Gregor Strasser. Cette faction a adopté une idéologie de troisième position et s'est inspirée de la Troisième théorie internationale de Mouammar Kadhafi; leurs points de vue ont également été qualifiés de nationaux-bolcheviques.

## Histoire

### Formation à la fin des années 1960
Au cours des années 1960, émerge un mouvement vers l'unité de l'extrême droite lorsque divers groupes travaillent plus étroitement ensemble. Un élan est donné lors des élections générales britanniques de 1966, quand le Parti conservateur est défait et que A. K. Chesterton, un cousin du romancier G. K. Chesterton et leader de la Ligue des loyalistes de l'Empire (LIE), fait valoir qu'un parti de droite patriotique et racialiste aurait gagné l'élection. Peu de temps après, Chesterton ouvre des pourparlers avec le Parti national britannique (qui a déjà discuté d'un accord possible avec le nouveau Parti national démocrate) et ils conviennent d'une fusion entre le Parti national britannique de Philippe Maxwell et la Ligue des loyalistes de l'Empire de Chesterton, après l'invitation lancée par cette dernière à sa conférence d'octobre 1966. Une partie de la Racial Preservation Society dirigée par Robin Beauclair accepte également d'y participer. C'est sur ces bases que Front national britannique est fondé le 7 février 1967.
Son objectif est de s'opposer aux politiques d'immigration et au multiculturalisme en Grande-Bretagne, ainsi qu'à divers accords multinationaux comme ceux qui marquent l'appartenance de la Grande-Bretagne à l'Organisation des Nations unies ou à l'Organisation du traité de l'Atlantique nord, et de les remplacer par des accords bilatéraux négociés entre nations. Bien que ce nouveau parti ait exclu toute adhésion de groupes développant une idéologie néo-nazie, certains membres du Mouvement néo-nazi de Grande-Bretagne de John Tyndall l'ont rejoint en tant que membre individuels, effectuant ainsi une politique d'entrisme afin de contourner l'interdiction.

### Développement au début des années 1970
Dans les années 1960, la frange radicale du Parti conservateur conduite par Enoch Powell développe une propagande ouvertement raciste (« si tu veux que ton voisin soit nègre, vote travailliste ») et popularise dans le débat public des thématiques hostiles aux immigrés qui favoriseront directement par la suite l'émergence du National Front.

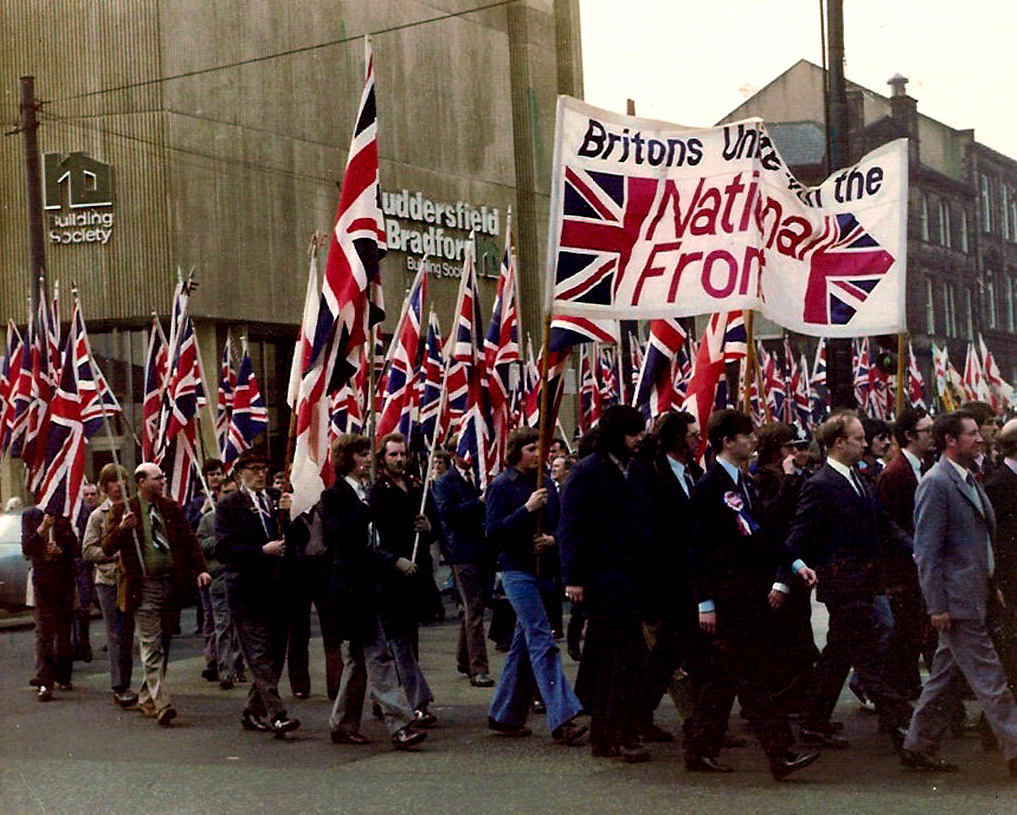
Manifestation du parti dans les années 1970.

Le Front national britannique se développe pendant les années 1970 et compte entre 16 000 et 20 000 membres en 1974, et 50 branches locales. Sa base électorale est largement composée de cols bleus et d'entrepreneurs individuels qui ont ressenti la concurrence des immigrés dans le marché du travail et pour les rares logements. Quelques recrues viennent du Monday Club, actif au sein du Parti conservateur, qui avait été fondé en réaction au discours d'Harold Macmillan, Wind Of Change. Le Front national britannique s'établit alors sur une plate-forme d'opposition au communisme, au libéralisme, ainsi qu' à la Communauté économique européenne, et de soutien au loyalisme d'Ulster ou au projet de rapatriement obligatoire des nouveaux immigrés du Commonwealth qui sont entrés en Grande-Bretagne avec la permission de la British Nationality Act de 1948 (en),.
En mai 1973, lors d'une élection à West Bromwich West, le candidat du Front national britannique, l'organisateur des activités nationales du parti, Martin Webster, obtient 4 789 votes (16,2 %), un résultat qui a choqué le monde politico-médiatique. Commence alors un spectacle qui deviendra commun dans les années 1970 en Angleterre, le Front national britannique défilant dans la rue, particulièrement à Londres, et la confrontation radicale de la part de groupes antifascistes issus de la gauche, dont l'International Marxist Group (en) et International Socialists (en) (qui deviendra plus tard le Parti socialiste des travailleurs). Les opposants au Front national britannique expliquent que celui-ci est une organisation néo-fasciste, et des groupes anti-racistes comme Searchlight s'opposent alors à ses activités. Le parti est initialement dirigé par A. K. Chesterton, qui doit quitter ses fonctions sous le feu des critiques d'une moitié de la direction dirigée par le major financeur du parti, Gordon Marshall, qui a proposé une motion de censure contre lui. Il est alors remplacé en 1970 par John O'Brien,  un ancien conservateur et soutien d'Enoch Powell. Mais O'Brien quitte ses fonctions quand il réalise que le leadership du parti est en réalité assuré par les anciens membres du GBM (Greater Britain Movement), qui s'assurent que le parti soit en fait bel et bien géré par John Tyndall et son adjoint Martin Webster. O'Brien et le trésorier du parti, Clare McDonald, partent alors animer un petit groupe militant dans le National Independence Party de John Davis, tandis que la direction du Front national britannique est officiellement attribuée à Tyndall et Webster.

### Apogée et succès du parti au milieu des années 1970
Entre 1973 et 1976, le Front national britannique a eu une meilleure performance aux élections locales, et aussi dans plusieurs élections législatives, plutôt qu'aux élections générales. Aucun candidat parlementaire n'a gagné de siège, mais le parti a sauvé son dépôt à une occasion,.
Le parti a cherché à étendre son influence sur les « dominions blancs » du Commonwealth. En 1977, des organisations d'outre-mer ont été mises en place en Nouvelle-Zélande (Front national néo-zélandais), en Afrique du Sud (South African National Front) et en Australie (National Front Australia).
Une organisation canadienne s'est également constituée (National Front of Canada) mais elle n'a pas réussi à décoller.
En 1974, le documentaire d'ITV This Week a révélé les passés néonazis (et des liens continus avec les nazis d'autres pays) de Tyndall et Webster. Une conférence annuelle orageuse en résulte deux semaines plus tard, où Tyndall était hué avec « Nazi ! Nazi ! » quand il a essayé de faire son discours. En conséquence, la direction du parti a été attribuée au populiste John Kingsley Read. Un stand-off entre Read et ses partisans (tels que Roy Painter et Denis Pirie) et Tyndall et Webster ont suivi, conduisant à un statu quo temporaire de la croissance du parti. Peu de temps après, Read et ses partisans ont fait sécession et Tyndall revint en tant que leader. Read a formé l'éphémère National Party, qui a gagné deux sièges au conseil de Blackburn en 1976.
Un défilé du Front national britannique a entraîné la mort d'un jeune homme de 21 ans, Kevin Gately, et des dizaines de personnes (dont 39 policiers) ont été blessées, dans les affrontements entre les militants du parti et les membres d'organisations anti-fascistes.
Le parti s'est également opposé à l'adhésion britannique à la CEE, qui a débuté le 1er janvier 1973. Le 25 mars 1975, 400 sympathisants ont manifesté à travers Londres pour protester contre l'adhésion à la CEE, principalement dans le borough londonien d'Islington, zone de la capitale
En 1976, les finances du mouvement ont été améliorées, et 14 000 membres ont cotisé pour le parti. Une campagne a été lancée pour soutenir Robert Relf, emprisonné pour avoir refusé de retirer un panneau extérieur de son domicile déclarant qu'il était à vendre uniquement à des acheteurs anglais. Le meilleur résultat du parti a été atteint lors des élections locales de mai, à Leicester, où 40 candidats ont remporté 14 566 voix, soit près de 20 % du total des voix En juin, la croissance du parti était la plus forte jamais connue. En mai 1977, lors des élections du Greater London Council, le parti a récolté 119,060 voix et le Parti libéral a été battu dans 33 des 92 circonscriptions.
Une interdiction par la police au parti de défiler à Hyde en octobre 1977 a été défiée par Martin Webster, qui marchait séparément seul porteur du drapeau du Royaume-Uni et d'un panneau sur lequel il était écrit: « Defend British Free Speech from Red Terrorism », entouré par 2 500 policiers et badauds. Il a été autorisé à défiler, comme « un seul homme » ne constitue pas une rupture du Public Order Act de 1936. La tactique a divisé l'Anti-Nazi League en deux tout nécessaires pour attirer davantage la publicité médiatique pour le Front.

## Dans la culture populaire
- This Is England, film britannique sorti en 2006.